# Thomas Willis
Thomas Willis FRS (Great Bedwyn, Wiltshire, 27 de enero de 1621-Londres, 11 de noviembre de 1675) fue un médico británico que desempeñó un papel importante en la historia de la anatomía, la fisiología, la neurología y la psiquiatría. Fue pionero en sus investigaciones neuroanatómicas y en 1662 fue uno de los fundadores de la Royal Society.

## Biografía
Willis nació en la granja de sus padres en Great Bedwyn, Wiltshire, donde su padre ejercía la administración de la mansión. Era un pariente de los baronets Willys de Fen Ditton, Cambridgeshire. Se graduó con un M.A. de Christ Church, Oxford en 1642. En los años de la Guerra Civil fue un realista, desposeído de la granja familiar en North Hinksey por las fuerzas parlamentarias. En la década de 1640, Willis fue uno de los médicos reales de Carlos I de Inglaterra. En 1646 comenzó como médico activo asistiendo regularmente al mercado de Abingdon.
Mantuvo una posición anglicana; una congregación anglicana se reunió en su alojamiento en la década de 1650, incluidos John Fell, John Dolben y Richard Allestree. El padre de Fell, Samuel Fell, había sido expulsado como Decano de Christ Church, en 1647; Willis se casó con Mary, la hija de Samuel Fell, y su cuñado John Fell sería más tarde su biógrafo. Contrató a Robert Hooke como ayudante, en el período 1656-8; probablemente por otra conexión familiar, ya que Samuel Fell conoció al padre de Hooke en Freshwater, Isla de Wight.
Una de las varias camarillas de Oxford de interesados en la ciencia creció alrededor de Willis y Christ Church. Además de Hooke, otros miembros del grupo eran Nathaniel Hodges, John Locke, Richard Lower, Henry Stubbe y John Ward (Locke pasó a estudiar con Thomas Sydenham, que se convertiría en el principal rival de Willis y que, tanto política como médicamente, tenía puntos de vista incompatibles). En la escena más amplia de Oxford, fue colega en el «club de Oxford» de experimentales de Ralph Bathurst, Robert Boyle, William Petty, John Wilkins y Christopher Wren. Willis tenía una estrecha relación con la hermana de Wren, Susan Holder, experta en la curación de heridas.
Él y Petty estaban entre los médicos involucrados en el tratamiento de Anne Greene, una mujer que sobrevivió a su propio ahorcamiento y fue perdonada porque se consideraba que su supervivencia era un acto de intervención divina. En ese momento, se escribió mucho sobre el evento y ayudó a construir la carrera y la reputación de Willis.
Willis vivió en Merton Street, Oxford, de 1657 a 1667. En 1656 y 1659 publicó dos importantes obras médicas, De Fermentatione and De Febribus. Estos fueron seguidos por el volumen de 1664 sobre el cerebro, que fue un registro de trabajo experimental colaborativo. Desde 1660 hasta su muerte, fue Profesor Sedleiano de Filosofía Natural en Oxford. En el momento de la formación de la Royal Society of London, estaba en la lista de candidatos prioritarios de 1660 y se convirtió en miembro en 1661. Henry Stubbe se convirtió en un oponente polémico de la Sociedad y utilizó su conocimiento del trabajo anterior de Willis antes de 1660, para minimizar algunas de las afirmaciones hechas por sus proponentes.
Willis trabajó más tarde como médico en Westminster, Londres, esto sucedió después de que trató a Gilbert Sheldon en 1666. Tuvo una práctica médica exitosa, en la que aplicó tanto su comprensión de la anatomía como los remedios conocidos, intentando integrar los dos; mezcló puntos de vista iatroquímicos y mecánicos. Según Noga Arikha:

Willis combinó la sofisticación anatómica experta del médico con el uso fluido de un aparato interpretativo que oscilaba entre la novedad y la tradición, el galenismo y el atomismo gasendista, la iatroquímica y el mecanismo.

Entre sus pacientes estaba la filósofa Anne Conway, con quien tuvo relaciones íntimas, pero aunque fue consultado, Willis no logró aliviar sus dolores de cabeza.

## Obra

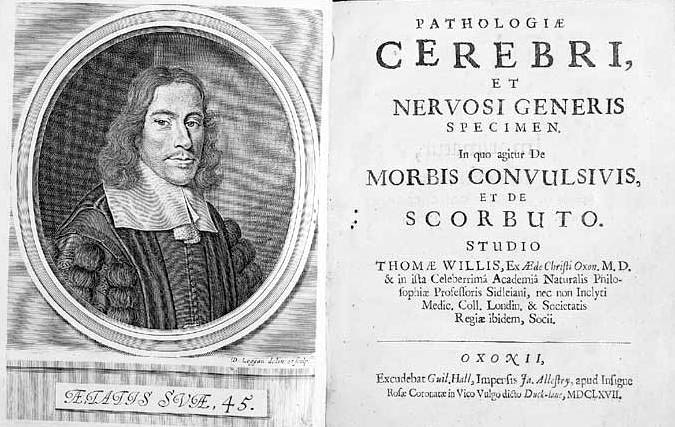
Pathologiae Cerebri et Nervosi Generis Specimen.

En su obra Cerebri Anatome, El Dr. Thomas Willis subrayó la importancia del estudio comparativo de la estructura del cerebro, determinando las semejanzas entre el cerebro del hombre y el de otros mamíferos, así como entre el cerebro de los pájaros y los peces. La descripción de las estructuras cerebrales encuentra en esta obra una precisión sin precedentes. Sin embargo, no encontramos en la obra de Willis una investigación sobre la naturaleza y la causa de las semejanzas. Las similitudes entre pájaros y peces, por ejemplo, se explican por el hecho de que ambos taxones fueron creados el mismo día.
Este neurólogo descubrió el polígono de Willis, una serie de arterias en el cerebro y fundó en 1662 la Royal Society, se le reconoce como uno de los primeros neurólogos.
La anatomía de Thomas Willis es funcionalista. Fue uno de los primeros en atribuir a las estructuras cerebrales funciones cognitivas precisas.
Willis reemplazó la doctrina de Nemesius. Dedujo que los ventrículos contenían líquido cefalorraquídeo que recolectaba productos de desecho de los efluentes. Willis reconoció la corteza como el sustrato de la cognición y afirmó que la girencefalía estaba relacionada con un aumento progresivo de la complejidad de la cognición. En su esquema funcional, el origen de los movimientos voluntarios se ubicaba en la corteza cerebral, mientras que los movimientos involuntarios provenían del cerebelo..
- 1663 Diatribae duae medico-philosophicae – quarum prior agit de fermentatione[24]
- 1664 Cerebri anatome: cui accessit nervorum descriptio et ususref[25][26]
- 1667 Pathologiae Cerebri et Nervosi Generis Specimen[26]
- 1672 De Anima Brutorum[25][26]
- 1675 Pharmaceutice rationalis. Sive Diatriba de medicamentorum operationibus in humano corpore
- 1675 A plain and easie method for preserving (by God's blessing) those that are well from the infection of the plague, or any contagious distemper, in city, camp, fleet, &c., and for curing such as are infected with it
- 1677 Pharmaceutice rationalis sive diatriba de medicamentorum operationibus in humano corpore
- 1681 Clarissimi Viri Thomae Willis, Medicinae Doctoris, Naturalis Philosophiae Professoris Oxoniensis ... Opera Omnia : Cum Elenchis Rerum Et Indicibus necessariis, ut & multis Figuris aeneis Digital